# AFC Blackpool
El Association Football Club Blackpool es un equipo de fútbol de Inglaterra que juega en la North West County Leagues, novena categoría nacional.

## Historia
Fue fundado en el año 1947 en la ciudad de Blackpool en Lancashire como Blackpool Metal Mechanics, aunque poco tiempo después pasa a llamarse Blackpool Mechanics, con el que ganaron la copa aficionada de Lancashire en 1958.
En 2008 se fusiona con el Squires Gate Junior FC y pasa a llamarse AFC Blackpool con permiso del Blackpool FC. El 21 de marzo de 2015 enfrentaron al Leeds United FC donde enfrentaron a un equipo profesional por primera vez.

## Palmarés
- Lancashire Combination
  - Bridge Shield: 1

1972
- North West Counties Football League
  - Primera División: 2010-11
  - Tercera División: 1985-86

- West Lancashire Football League: 2

1960–61, 1961–62
- Fylde District League
  - Division One: 1

1950–51
- Lancashire FA Amateur Shield: 2

1957–58, 1960–61

## Récords
- Mejor participación en la FA Cup: Primera Clasificatoria, 2000–01, 2004–05, 2015–16[5][6]
- Mejor participación en el FA Trophy: Primera Clasificatoria, 1974–75, 1975–76[5]
- Mejor participación en la FA Vase: Segunda ronda, 2010–11[6]
- Récord de asistencia: 4,300 vs FC United of Manchester, 18 de febrero de 2006 en el Bloomfield Road.[7]
  - En The Mechanics: 503 vs Bootle, 21 de marzo de 2015